# ジョニー3ティアーズ
ジョニー3ティアーズ（英:Johnny 3 Tears、1981年6月24日 - ）は、アメリカ合衆国のラッパー、シンガーソングライター、DJである。ラップコアバンド「ハリウッド・アンデッド」のメンバーである。

## その他
幼少期の頃、ビースティ・ボーイズやザ・フーなどのロックとヒップホップを聴き始めた。
デュース、J-ドッグ、シャディ・ジェフで「ザ・キッズ」を結成した。しかしこの名前は納得できなかったため、2001年に「3ティアーズ」を結成することを決意したが、好きな名前である「ジョニー」と彼が所属するバンド「3ティアーズ」のニックネームとして使用したが、この名前も廃止された。
2021年5月14日、「George Ragan The Dead Son」の名義で初のソロデビューアルバム『The Abyss』を解禁。